# Daewoo LeMans
La Daewoo LeMans è un'autovettura prodotta dalla casa automobilistica coreana Daewoo Motors dal 1986 al 1997 come erede del modello Maepsy. Derivata dall'ultima serie di Opel Kadett le due generazioni di LeMans utilizzano come telaio di base la Piattaforma T su licenza General Motors.
In Italia è stata importata dal 1994 la seconda generazione sotto la denominazione di Daewoo Nexia. In contemporanea all'uscita di produzione coreana avvenuta nel 1997, la General Motors ha spostato le linee di montaggio presso i propri stabilimenti in Uzbekistan per una produzione locale concentrata in poche migliaia di esemplari. Tuttora la LeMans viene assemblata subendo alcuni ritocchi estetici nei primi anni 2000 e regolarmente commercializzata in alcuni paesi emergenti dell'Asia e in Russia.

## Prima serie (1986–1994)
La prima generazione di Daewoo LeMans debutta in Corea verso la fine del 1985 per entrare in produzione solo a partire dal 1986. Si tratta della versione gemella della Opel Kadett E marchiata Daewoo e prodotta presso gli impianti del Corea del Sud di proprietà della General Motors (di cui i marchi Daewoo ed Opel facevano parte). Invariata sia l'estetica che la meccanica a trazione anteriore, le uniche differenze si concentrarono nella calandra anteriore di una forma leggermente più arrotondata.
I motori erano stati rivisti per adattarsi ai gusti della clientela asiatica, in particolare la potenza veniva erogata in modo più dolce e l'assetto sfruttava una geometria di sospensioni più morbide per adattarsi ai fondi stradali sconnessi in cui la Daewoo commercializzava l'autovettura. La carrozzeria era disponibile in configurazione di berlina 2 volumi con 3 o 5 porte oppure nella variante berlina 3 volumi con la coda posteriore; quest'ultima sul mercato coreano è risultata la più apprezzata, grazie all'ampio bagagliaio.
Nel 1989 la LeMans fu oggetto di un lieve restyling: l'estetica venne migliorata con l'introduzione dei nuovi paraurti in tinta con la carrozzeria mentre la calandra anteriore era stata ridisegnata e si componeva di due pezzi. Come motorizzazioni la LeMans adottò i classici propulsori benzina di origine General Motors da 1.5 e 1.6 cm³ che erogavano rispettivamente 75 e 90 cavalli. In Europa (ma non in Italia) è stata importata sotto la denominazione Daewoo Racer.

### Strategie di marketing
La LeMans mantenne con costanza la denominazione originale solo in Corea mentre a seconda dei vari mercati in cui veniva venduta, su richiesta della General Motors, la denominazione originale venne mutata. Oltre al nome Racer adottato in Europa, la LeMans venne venduta in Thailandia come Daewoo Fantasy e in Australia come Daewoo 1.5i (poiché il motore 1.5 era l'unico propulsore importato sul mercato). Negli Stati Uniti la LeMans mantenne il nome originale ma venne venduta dal marchio Pontiac (Pontiac LeMans) aggiornata però sia sotto il profilo estetico che meccanico: nuovo paraurti anteriore e versioni sportive caratterizzarono la versione americana: in particolare venne offerta anche con il propulsore 2.0 benzina 16V della Kadett GSI capace di 131 cavalli (96 KW). In Canada venne commercializzata con il marchio Passport fino al 1991 sostituito in seguito dal marchio Asüna ma, a causa delle scarse richieste, la GM bloccò l'importazione a partire dal 1993.

## Seconda serie (dal 1994-in produzione)
La seconda serie della LeMans debuttò nel 1994; si trattò di una profondo restyling della prima serie poiché l'autovettura mantenne la meccanica e numerosi componenti tecnici minori dalla prima serie. Il design era molto simile alla precedente serie ma le linee morbide, caratterizzate da un frontale con molte curve e di una mascherina di piccole dimensioni, rendeva il complesso abbastanza moderno e piacevole per l'epoca. Il posteriore presentava un ampio portellone con uno spoiler, gli interni invece erano realizzati con materiali di qualità solo discreta e assemblaggi imprecisi. L'affidabilità della vettura non fu delle migliori benché riprendesse molti organi dalla precedente serie.
Il reparto motori si componeva del nuovo motore 1.5 cm³ disponibile sia con distribuzione a 2 che a 4 valvole per cilindro, garantendo una potenza massima rispettivamente di 60 e 75 cavalli (la 1.5i con 8 valvole) e 90 cavalli (il più potente 1.5i 16 valvole). Omologato secondo gli standard della normativa Euro 2 e in seguito riomologato Euro 3 questo 1.5 garantiva prestazioni discrete: lo scatto da 0 a 100 km/h avveniva in 11,3 secondi per lo step da 75 cavalli, e in 10,5 secondi per la versione più potente. Il cambio per entrambe le versioni era un manuale a 5 rapporti mentre tra gli optional era disponibile l'automatico a 3 rapporti. Accanto al 1.5 venne proposto anche un 1.8 a 8 valvole capace di 101 cavalli e abbinato ad un cambio automatico a 4 rapporti.

### La Daewoo Nexia in Europa
In Italia (come in Europa) la LeMans seconda serie è stata importata sotto la denominazione Nexia. Nessuna differenza rispetto al modello originale, il motore era il classico 1.5 proposto anche in versione a GPL denominata Nexia Dual Power. Due i livelli di rifinitura: la versione base GLi e la più accessoriata GLXi che disponeva di serie del climatizzatore a controllo manuale, alzacristalli elettrici anteriori e divano posteriore frazionato in due parti. Tra gli optional erano disponibili i cerchi in lega leggera, il tetto apribile e il cambio automatico.

### La LeMans nei mercati esteri

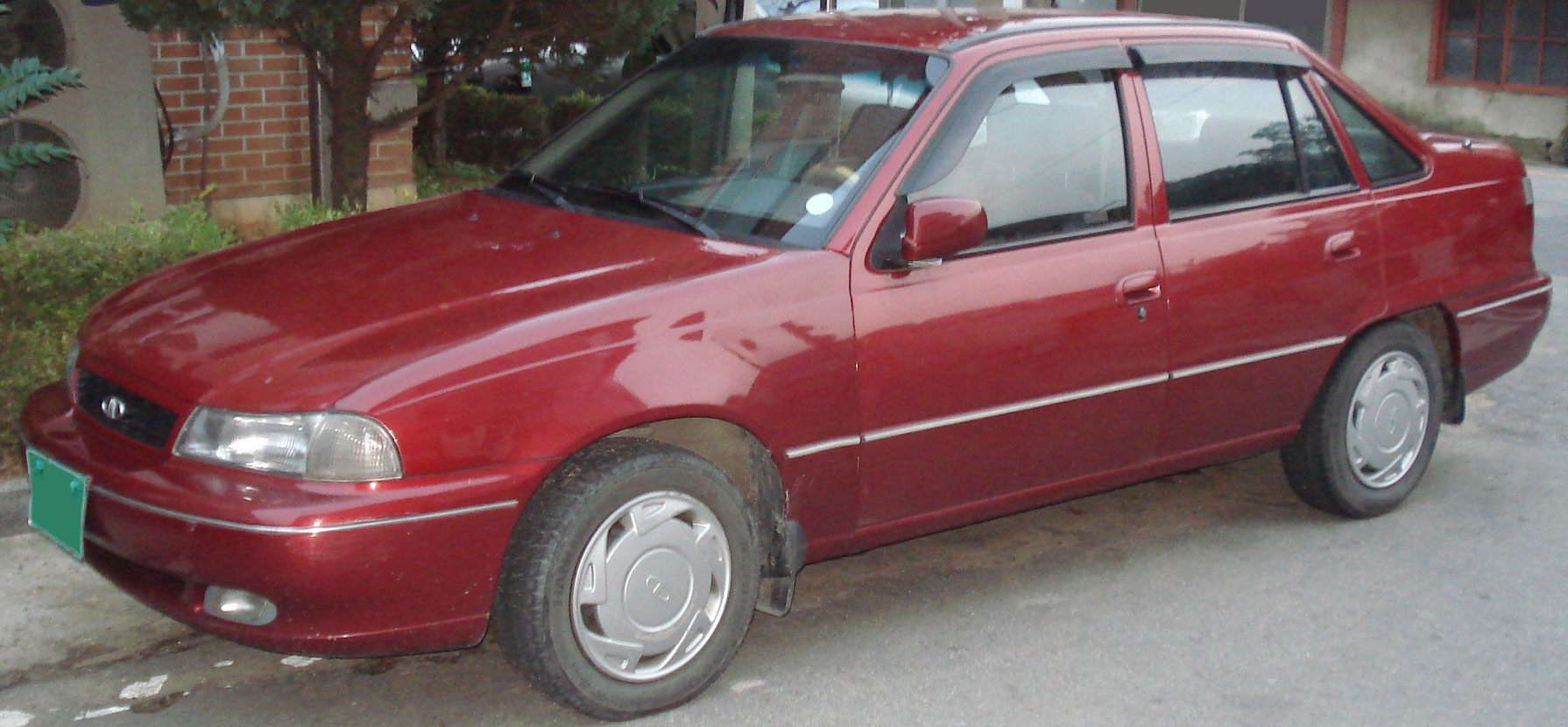
La Daewoo Cielo

A causa dello scarso successo commerciale, in America la General Motors non importò la seconda serie di LeMans. Sul mercato asiatico la vettura venne venduta anche come Daewoo Cielo e Daewoo Racer o Super Racer, Heaven e Nexia. Il nome Nexia è stato utilizzato anche per la commercializzazione in Italia. La LeMans uscì di produzione dalla Corea nel 1997 sostituita dal modello Lanos (progettato senza il supporto della General Motors) ma dopo alcuni mesi venne re-introdotta su alcuni mercati emergenti come l'Afghanistan, l'Uzbekistan e la Russia. La versione presentava solo delle leggere modifiche alla calandra anteriore mentre l'assemblaggio era riservato esclusivamente agli stabilimenti afghani del marchio locale UzDaewooAvto creato dalla joint-venture tra la General Motors e la Daewoo. La Lemans venne venduta come Nexia sul mercato russo.
Nel 2003 un profondo restyling rinfrescò le linee della LeMans/Nexia: nuovo frontale che esponeva una fanaleria con luci di posizione a Led e nuova calandra, interni disponibili anche con impianto audio a CD con ingresso MP3 e climatizzatore manuale migliorato nell'efficienza ed in grado di assorbire meno potenza dal motore. Il posteriore espone invece nuovo portellone, paraurti ridisegnato e fanaleria di dimensioni minori rispetto al passato. Migliorata anche l'aerodinamica della vettura in modo da garantire una stabilità migliore e una riduzione dei consumi. Per il reparto elettronica l'ABS viene fornito di serie insieme agli airbag frontali. Rinnovati anche i propulsori. Il 1.5 8 valvole è disponibile nello step da 80 cavalli omologato Euro 3 mentre al top di gamma è disponibile il nuovo motore 1.6 prodotto dalla GM con 16 valvole e potenza massima di 109 cavalli (che sostituisce il precedente 1.8i)